# Police (film 2020)
Police è un film del 2020 diretto da Anne Fontaine.

## Trama
Tre poliziotti di Parigi accettano e decidono di portare uno sconosciuto al confine ma quando la poliziotta Virginie scopre che la persona in questione rischierebbe la morte al confine decide di convincere in tutti i modi di lasciarlo scappare.

## Distribuzione
Il film è stato distribuito nelle sale cinematografiche francesi a partire dal 2 settembre 2020.